# Chionanthus fluminensis
Espèce
Synonymes
- Tessarandra fluminensis Miers[1]

Statut de conservation UICN

 CR B1+2c : 
En danger critique
Chionanthus fluminensis est une espèce de plantes à fleurs de la famille des Oleaceae.

## Publication originale
- Kew Bulletin 49(2): 278. 1994.